# Lettera a Filemone
La Lettera a Filemone è uno dei testi del Nuovo Testamento, la più breve delle lettere di Paolo, in quanto composta solamente di 25 versetti. La lettera è indirizzata a Filemone, ad Affia, probabile moglie di Filemone, ad Archippo, che alcuni studiosi identificano come figlio del destinatario, e alla chiesa che era nella stessa casa di Filemone. L'attribuzione dello scritto a Paolo di Tarso, oltre che dalla tradizione cristiana e da Origene e Tertulliano, è largamente riconosciuta anche dai critici. Il destinatario principale è Filemone, un cristiano invitato da Paolo ad accogliere Onesimo, un suo servitore fuggito.

## La lettera
(Paolo a Filemone (versetto 4 e 7))
I tre personaggi principali della lettera a Filemone sono: l'apostolo Paolo, autore della missiva; Filemone, destinatario principale e Onesimo, schiavo di Filemone, soggetto principale della lettera. Filemone era un cristiano benestante residente a Colosse, città della Frigia nel centro dell'Asia minore. Onesimo era invece uno dei suoi schiavi, fuggito dal suo padrone probabilmente rubando anche del denaro per pagarsi il viaggio e le spese necessarie per la fuga (Filemone 18).
A Roma Onesimo entrò in contatto con Paolo, lì prigioniero in una sorta di arresto domiciliare. Questo incontro cambiò la sua vita: Onesimo si convertì e divenne cristiano. Collaborò quindi con Paolo fino al tempo del suo viaggio di ritorno da Filemone, consapevole che, come cristiano, il suo precedente comportamento nei confronti del suo padrone non era stato esemplare.
Nella lettera l'apostolo Paolo, amico personale di Filemone, gli chiede di riaccettare e perdonare la fuga di Onesimo, ora fratello nella stessa fede. 
Paolo in questa lettera preferì far leva non sulla sua indiscussa autorità apostolica, quanto piuttosto sull'amicizia intensa e personale che lo legava al cristiano colossese, con il risultato che le espressioni di questa breve missiva toccano sentimenti profondi a dimostrazione di come l'amore fraterno può superare ogni incomprensione, litigio e torto.

### Data e luogo
Secondo la maggior parte degli studiosi, questa breve lettera sembra formare un gruppo omogeneo con la Lettera agli Efesini e la Lettera ai Colossesi: Paolo l'avrebbe quindi scritta durante la sua prigionia (Filemone 10) a Roma negli anni 61-63.
Altri l'avvicinano invece alla Lettera ai Galati e alla Lettera ai Filippesi, deducendo che Paolo l'avrebbe scritta ad Efeso negli anni 54-55.

### Scopo e destinatari
La lettera non spiega perché Onesimo si trovasse con Paolo a Roma a più di mille chilometri da Colosse. Paolo scrivendo a Filemone chiarì: Se [Onesimo] ti ha fatto qualche torto o ti deve qualcosa, mettilo sul mio conto (Filemone 18). Queste parole dimostrano che Onesimo aveva dei problemi irrisolti con il suo padrone Filemone, per cui la lettera dell'apostolo di Tarso fu scritta con lo scopo di fare riconciliare i due uomini, ambedue ora, non solo appartenenti alla stessa fede, perché cristiani, ma anche intimi amici suoi. Infatti mentre la stima e l'amicizia di Paolo per Filemone traspare in ogni parte della lettera, l'affetto per Onesimo oltre che nella lettera stessa è anche descritto nella Lettera ai Colossesi (capitolo 4, versetto 9) dove Paolo scrive: «[...] Onesimo, mio fedele e diletto fratello, che è dei vostri [...]»
Il destinatario principale è il cristiano di Colosse, Filemone, destinatari secondari come si legge nella intestazione sono la possibile consorte di Filemone, Affia, il probabile suo figlio, Acchippo, e altri congregati nella casa del destinatario.

### Scrittore, autenticità e canone
Tradizione, studiosi e testimonianze dei primi secoli sono tutti concordi nell'asserire che lo scrittore fu Paolo.
Una prima prova è intrinseca alla stessa lettera, visto che chi scrive si chiama Paolo prigioniero per amore di Gesù Cristo (versetto 1).
Riconobbero che fu Paolo lo scrittore sia Origene sia Tertulliano del II secolo. Anche Eusebio di Cesarea del III secolo, riconobbe Paolo come scrittore della missiva a Filemone così come fa rilevare la Cyclopædia of Biblical, Theological, and Ecclesiastical Literature di John M'Clintock e James Strong.
Che la lettera fosse inclusa nel canone biblico dei primi secoli è provato dalla presenza di una parte della stessa nell'antico papiro {\displaystyle {\mathfrak {p}}}87 del II secolo, che contiene infatti i versetti 1:13-15 e 24-25 di Filemone. Inoltre in quello che lo storico Ambrogio Donini definisce come [ogni sua riga] sembra sia stata scritta appositamente per stimolare la curiosità di chi porta qualche interesse alla primitiva storia cristiana, ovvero il Canone muratoriano considera la lettera autentica, come quelle altre lettere di Paolo cui fa riferimento il rinomato canone. La lettera a Filemone trova inoltre riscontro anche nel Codex Vaticanus del IV secolo.

## Composizione

### Struttura e contenuto
Questa breve epistola di Paolo è una delle più brevi di tutta la Bibbia, con soli 25 versetti: solo la seconda e la terza lettera di Giovanni sono più brevi. La lettera si distingue da tutte le altre di Paolo perché è da considerarsi una lettera "privata", ovvero scritta non principalmente e ufficialmente a una chiesa primitiva o a un responsabile di una comunità cristiana, bensì a un singolo cristiano, con cui "privatamente" affronta uno specifico problema.
Nel contenuto della missiva, Paolo annuncia al cristiano di Colossi il ritorno del suo schiavo fuggiasco Onesimo. Paolo, che conosceva sia Filemone che Onesimo, avrebbe desiderato tenere al proprio servizio Onesimo (19) per essere aiutato nella sua opera di evangelizzazione, ma non lo fa, rimandandolo al legittimo padrone chiedendogli però di accoglierlo non più come uno schiavo, bensì come fratello, per quanto non mutando la sua condizione di schiavitù e la relativa situazione sociale in cui vivevano anche i cristiani del tempo. 
Per Paolo è importante l'approvazione di Filemone, sia come libera manifestazione di solidarietà ("non ho voluto fare nulla senza il tuo parere, perché il bene che fai non sia forzato, ma volontario", 14), sia per rispetto alla legislazione del tempo.
È molto probabile che Paolo abbia raggiunto il suo scopo, perché nel suo ambiente più tardi si troverà un certo Onesimo.

## Onesimo secondo gli studiosi
La legislazione del tempo in cui si svolsero gli avvenimenti narrati nella lettera di Paolo considerava molto grave la fuga di uno schiavo dal suo padrone, il reato veniva sanzionato con condanne molto dure. Secondo lo studioso Gerhard Friedrich, infatti. «si usava imprimere un marchio a fuoco sulla fronte degli schiavi catturati dopo la fuga. Spesso poi venivano torturati, [. . .] gettati alle fiere nel circo oppure erano crocifissi, per dissuadere così gli altri schiavi dall'imitarne l'esempio». Nella stessa opera, lo studioso ipotizza che dopo aver speso il denaro rubato a Filemone, e dopo aver cercato invano un lavoro, Onesimo chiese la protezione di Paolo. Ad Onesimo, secondo lo studioso, era ben nota la grande amicizia che legava il suo padrone all'apostolo delle nazioni.
Altri studiosi, come l'accademico Brian Mark Rapske, pensano invece che Onesimo avesse compromesso la propria reputazione, nei confronti di Filemone, per un motivo non conosciuto, e che sia corso deliberatamente dall'apostolo Paolo, conoscendo la stretta amicizia esistente fra il suo padrone e l'apostolo di Tarso, con la speranza di tornare poi a servire Filemone con un rinnovato rapporto. Le fonti storiche, ad avviso del prof. Rapake, dimostrano che questo era «un espediente comune e diffuso fra gli schiavi in difficoltà». Secondo l'accademico infatti, Onesimo aveva commesso quel furto solo «per facilitare il suo arrivo davanti al mediatore Paolo anziché essere parte di un piano per fuggire».

## La condizione degli schiavi
Mentre una famiglia normale poteva avere fino a due o tre schiavi, una persona ricca del I secolo ne poteva avere fino a diverse decine. Lo studioso John Barclay osserva che «i lavori svolti dagli schiavi nelle case erano molto vari» facendo rilevare che «c'erano schiavi che lavoravano come custodi, cuochi, camerieri, addetti alle pulizie, corrieri, bambinaie, balie, oltre ad altri che rendevano servizi personali di ogni genere, per non parlare di quelli che esercitavano professioni dotte nelle case più grandi e più ricche [. . .] In pratica, la qualità della vita di uno schiavo impiegato in una casa dipendeva moltissimo dalla disposizione del padrone, con conseguenti effetti sia buoni che cattivi: chi aveva un padrone crudele poteva subire una serie infinita di cattiverie, ma un padrone buono e generoso poteva rendere la vita sia tollerabile che promettente. La letteratura classica cita casi famosi di crudeltà, ma contiene anche numerose testimonianze dei sentimenti affettuosi che nascevano fra alcuni padroni e i loro schiavi».
Secondo la legislazione romana del I secolo, lo schiavo era completamente in balìa degli umori del suo padrone. Gerhard Friedrich asserisce «fondamentalmente e giuridicamente lo schiavo non era una persona ma un oggetto del quale il padrone poteva disporre liberamente [. . .] [Essendo] collocato sullo stesso piano degli animali domestici e degli arnesi da lavoro non era preso in considerazione dal diritto civile» Era impossibile per lo schiavo ottenere per vie legali una riparazione alle possibili ingiustizie su lui perpetuate. Non esisteva nessun limite alle punizioni che un padrone capriccioso o volubile poteva infliggere al suo schiavo, avendo potere di vita o di morte anche per reati insignificanti.

## Contenuti ed etica cristiana
Nel breve libro biblico di Filemone espresso sotto forma di lettera ci sono diversi insegnamenti:
- Il cristiano deve perdonare anche quando un altro cristiano gli fa un grave torto.
- Paolo non abusa del suo potere per imporre la propria benignità su Filemone, ma lo sollecita cristianamente facendo appello all'amore fraterno.
- L'uso di un linguaggio appropriato nelle controversie è utile e necessario. Paolo infatti inizia la sua lettera con:

(Paolo a Filemone (versetto 4 e 7))
Inoltre rivolgendosi a Filemone nei versetti 8-11 si legge: 
- Il cristianesimo rispetta il diritto di proprietà.

Lo scritto è occasionale: Paolo regola un caso singolo e non mette in discussione l'istituzione della schiavitù, anche se il suo atteggiamento va chiaramente oltre la mentalità schiavistica del tempo perché questa stride con la legge della carità cristiana. Paolo mette quindi le basi per il superamento di questo sistema: il padrone e lo schiavo, anche se conservano le relazioni sociali di prima, diventando cristiani devono infatti ormai vivere come due fratelli al servizio dello stesso Signore. Ecco come Paolo scrive ancora: 15-16
Quanto espresso da Paolo non preludeva, comunque, a una qualche trasformazione della società e lo storico del Cristianesimo Remo Cacitti osserva che "quando lo schiavo Onesimo si rifugia presso di lui, l'apostolo non esita a rimandarlo al suo padrone Filemone, limitandosi a raccomandargli un atteggiamento di mitezza e clemenza. Questo di Paolo non è certo un atteggiamento nuovo, gli stoici avevano già teorizzato esattamente le stesse cose" e gli esegeti del "Nuovo Grande Commentario Biblico" concordemente rilevano come "rimandandolo indietro a Filemone, Paolo non si propone di cambiare la struttura sociale esistente"; allo stesso modo il biblista Bart Ehrman sottolinea come "Paolo non solo non condanna la schiavitù in generale, ma non denuncia neanche la sua diffusione tra gli stessi credenti in Gesù. Non dice a Filemone di liberare suo fratello in Cristo Onesimo, e meno che mai di liberare gli altri suoi schiavi".
- La lettera è rivelatrice di come i cristiani del I secolo chiamavano coloro i quali avevano la loro stessa fede, ovvero "fratello" (Filemone 1, 7, 16, 20), e "sorella" (Filemone 2 )

### Riferimenti
1. ↑   Fm 10, su La Parola - La Sacra Bibbia in italiano in Internet.
2. ↑  The International Standard Bible Encyclopedia, a cura di G.W. Bromiley, 1986, vol.3, p. 831
3. ↑  Cyclopædia of Biblical, Theological, and Ecclesiastical Literature, di John M'Clintock e James Strong, 1883, volume VIII, p. 83
4. ↑   Fm 19, su La Parola - La Sacra Bibbia in italiano in Internet.
5. ↑   Fm 14, su La Parola - La Sacra Bibbia in italiano in Internet.
6. 1 2  Gerd Theissen, Il Nuovo Testamento, Carocci, 2003.
7. ↑  Le lettere minori di Paolo, di Hermann W. Beyer, Paul Althaus, Hans Conzelmann, Gerhard Friedrich, Albrecht Oepke; traduzione di G. Forza, Paideia Editrice, Brescia, 1980, p. 367 ISBN 9788839407801
8. ↑  Profilo del prof. Brian Mark Rapske Archiviato il 4 luglio 2014 in Internet Archive.
9. ↑  The Prisoner Paul in the Eyes of Onesimus, di Brian Mark Rapske, New Testament Studies 37 (1991) 187-203.
10. ↑  Filemone ed Onesimo uniti nella fratellanza cristiana, riquadro "Gli schiavi nel diritto romano" p. 30, Torre di Guardia, 15 gennaio 1998
11. ↑  Le lettere minori di Paolo, di Hermann W. Beyer, Paul Althaus, Hans Conzelmann, Gerhard Friedrich, Albrecht Oepke; traduzione di G. Forza, Paideia Editrice, Brescia, 1980, pp. 357-358 ISBN 9788839407801
12. ↑   Fm 8-11, su La Parola - La Sacra Bibbia in italiano in Internet.
13. ↑   Fm 15-16, su La Parola - La Sacra Bibbia in italiano in Internet.
14. ↑  Corrado Augias e Remo Cacitti, Inchiesta sul cristianesimo, Mondadori, 2012, pp. 63-64, 207-208, ISBN 978-88-04-59702-5.
15. ↑  Raymond E. Brown, Joseph A. Fitzmyer, Roland E. Murphy, Nuovo Grande Commentario Biblico, Queriniana, 2002, p. 1139, ISBN 88-399-0054-3.
16. ↑  Bart Ehrman, Il Nuovo Testamento, Carocci Editore, 2015, pp. 369-371, ISBN 978-88-430-7821-9.